# 호르헤 발다노
호르헤 알베르토 프란시스코 발다노 카스테야노스(스페인어: Jorge Alberto Francisco Valdano Castellanos, 1955년 10월 4일 ~ )는 은퇴한 아르헨티나 출신의 축구 선수이다. 그는 전성기 시절을 레알 마드리드에서 보냈다. 1986년 FIFA 월드컵 우승의 주역이었다.
발다노는 선수 시절 레알 마드리드에서 스트라이커로 명성이 높았다. 또한 그는 디에고 마라도나와 같이 1986년 FIFA 월드컵에서 맹활약을 하여 아르헨티나 축구 국가대표팀이 월드컵에서 우승하는데 지대한 공을 세웠다.
1990년에 선수로서 은퇴한 이후 레알 마드리드의 유소년 팀에서 감독을 시작하였으며 이후 레알 마드리드의 성인팀 감독을 하는 등 레알 마드리드와 인연을 맺은 끝에 결국 레알 마드리드의 단장을 거쳐 레알 마드리드의 2인자에 해당되는 사무총장까지 올랐다. 발다노가 레알 마드리드의 사무총장으로 재직 중이던 UEFA 챔피언스리그 2001-02에서 레알 마드리드는 우승을 차지했다.
하지만 조제 모리뉴와는 사이가 좋지 않다.
2011년 5월까지 레알 마드리드의 사무총장으로 일하고 있었으나 결국 경질되었고 후임으로 조제 모리뉴와 친분이 있는 지네딘 지단이 임명되었는데 이제 선수에서 갓 은퇴한 지네딘 지단을 사무총장으로 임명한 것은 매우 파격적인 인사조치였다.
2013년 5월 21일 조제 모리뉴가 레알 마드리드의 감독직에서 물러나 첼시 FC로 복귀하자 다시 사무총장으로 복직할 수 있는 기회가 생겼다.
축구 선수로서 그의 후계자로 지목된 사람은 에르난 크레스포와 로헬리오 푸네스 모리가 있다. 세 사람 모두 아르헨티나 국적으로서 180cm를 훨씬 웃도는 큰 키에 몸싸움형 스트라이커라는 공통점에 플레이 스타일도 동일하다.